# Camptorhynchus
Camptorhynchus  is een monotypisch geslacht. De enige soort:
- Camptorhynchus  labradorius – Labradoreend